# Guillaume le Roberger de Vausenville

Essai physico-géométrique, 1778

Alexandre-Henry-Guillaume le Roberger de Vausenville (XVIII secolo) è stato un astronomo e matematico francese.

## Biografia
Studiò il problema della quadratura del cerchio, cui dedicò nel 1774 il saggio Consultation sur la quadrature définie du cercle. Fu corrispondente dell'Accademia francese delle scienze, con la quale però entrò in contrasto dopo essersi rifiutato nel 1775 di prendere in considerazione altri scritti relativi alla quadratura del cerchio.

## Opere
- (FR) Consultation sur la quadrature définie du cercle, Parigi, 1774.
- (FR) Essai physico-géométrique, Parigi, François Gabriel Merigot, Laurent Charles Houry, Jacques Esprit, Jean Augustin Grange, 1778.